# 髯羊
髯羊也叫北非髯羊、柏柏里羊，为大型羊类，是羊亚科髯羊属的唯一一种，分布于非洲北部山区，数量稀少。为濒危野生动植物种国际贸易公约附录II所列的保护动物。

## 主要特征
肩高80-100厘米，体重40-140千克。毛色为沙黄色。

## 亚种
- 髯羊指名亚种（Ammotragus lervia lervia）于1777年被帕拉斯命名。
- 埃及髯羊（Ammotragus lervia ornata ）于1827年被圣蒂莱尔命名，在1996年野生灭绝，只有少数生活在动物园中。
- 撒哈拉髯羊（Ammotragus lervia sahariensis）于1913年被罗斯柴尔命名。
- 布氏髯羊（Ammotragus lervia blainei）于1913年被罗斯柴尔命名。
- 安氏髯羊（Ammotragus lervia angusi）于1921年被罗斯柴尔命名。
- 法氏髯羊（Ammotragus lervia fassini）于1930年被莱普里命名。

## 圖集

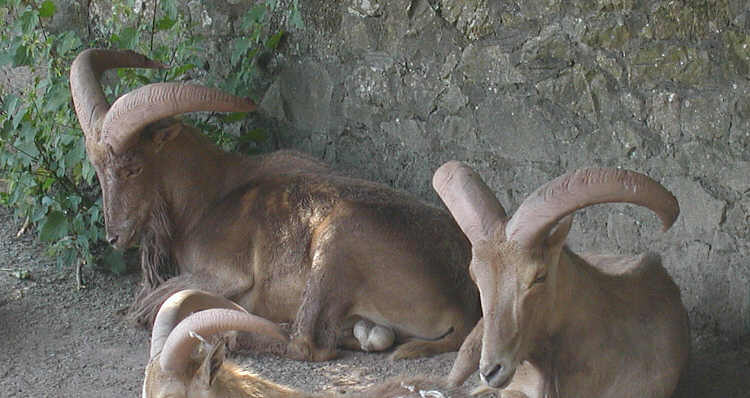
髯羊在佩根顿动物园。
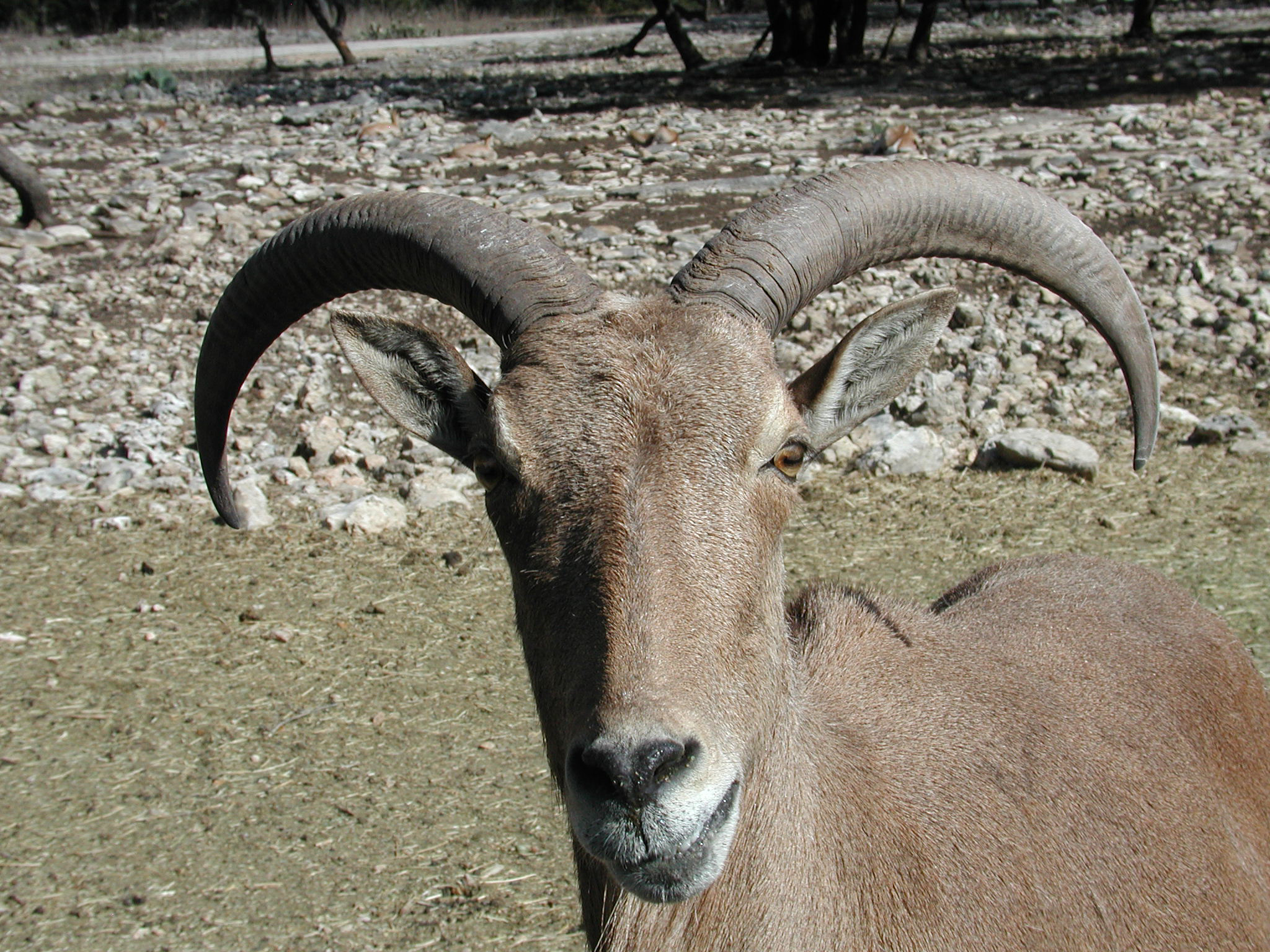
髯羊在圣安东尼奥野生动物农场。
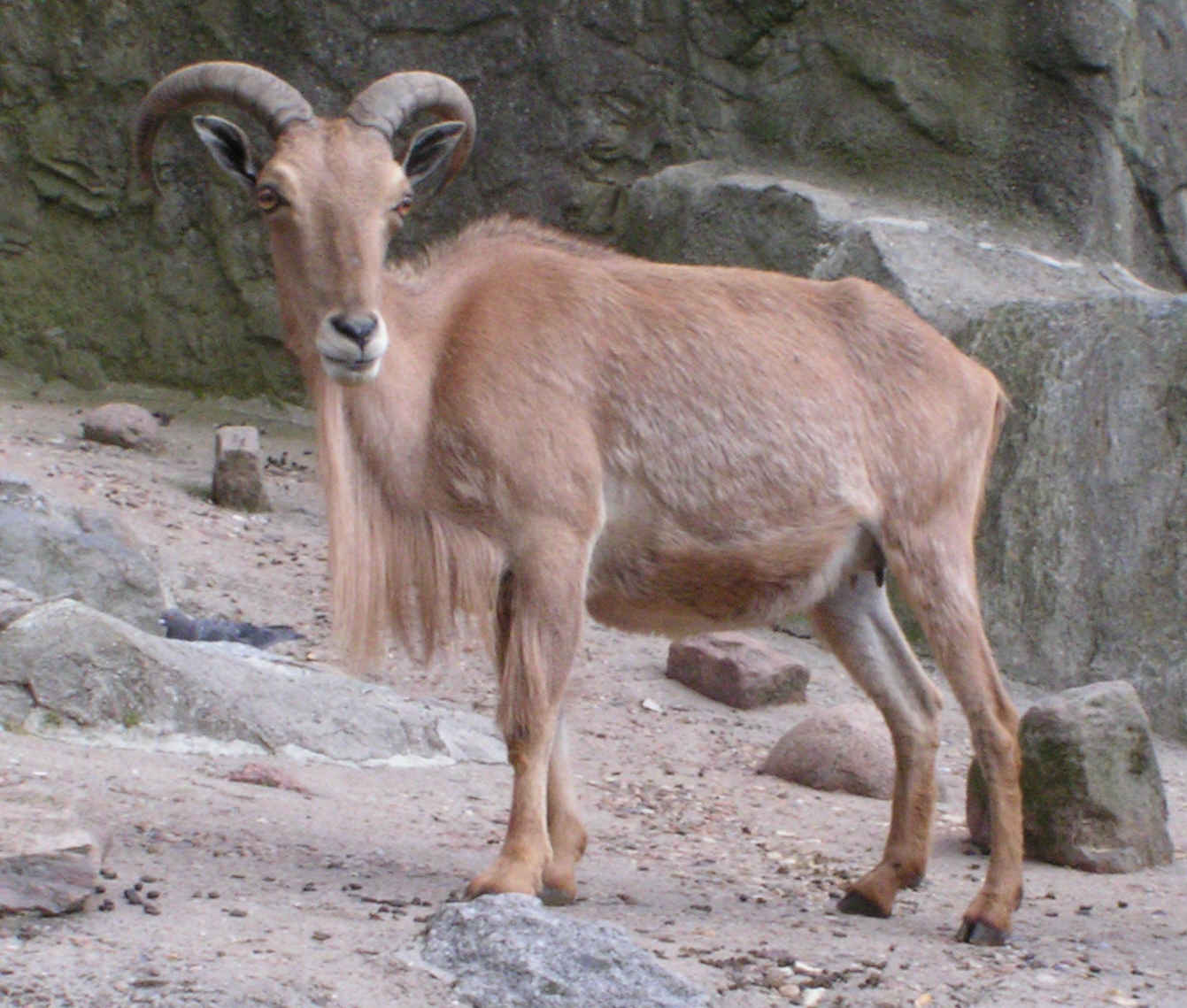
髯羊。
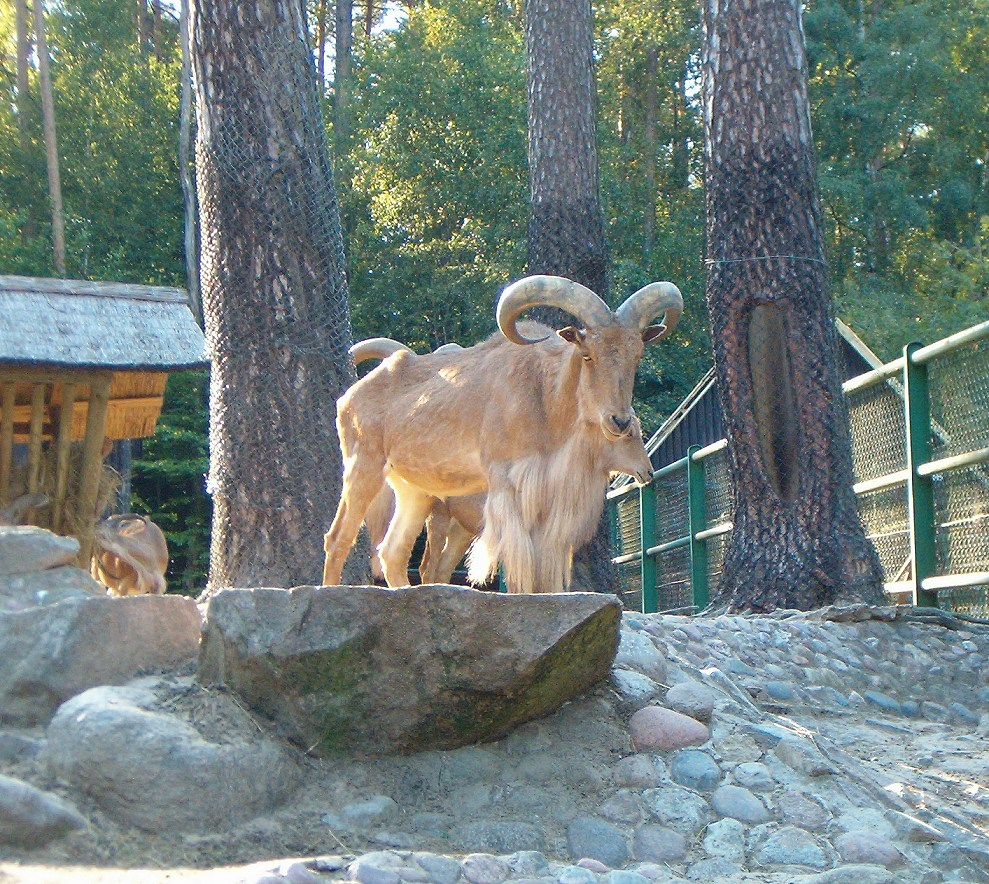
髯羊。